# سوویشیتسه (ناحیه پریبرام)
سوویشیتسه (به چکی: Svojšice) یک منطقهٔ مسکونی در جمهوری چک است که در ناحیه پریبرام واقع شده‌است.